# 호세 루이스 칠라베르트
호세 루이스 펠릭스 칠라베르트 곤살레스(스페인어: José Luis Félix Chilavert González, 1965년 7월 27일 ~ )는 파라과이의 전 축구 선수로 현역 시절 골키퍼였음에도 불구하고 정확한 킥 능력으로 프리킥과 페널티킥을 전담하며 통산 67골을 기록했는데 그 중 8골은 국제 A매치에서 터뜨리면서 콜롬비아의 레네 이기타와 함께 골 넣는 골키퍼로 명성을 떨쳤다.
그는 1999년 아르헨티나 프리메라 디비시온에서 벨레스 사르스필드 소속으로 페로 카릴 오에스테를 맞아 팀이 얻은 세번의 페널티킥 기회를 모두 성공시켜 골키퍼로서는 역사상 처음으로 해트트릭을 기록했다.
그는 강력한 카리스마로 두 차례 월드컵에서 파라과이 대표팀의 주장을 맡았으며, 스스로 자신의 꿈은 파라과이의 대통령이라고 공언할 정도로 괴짜로서의 모습을 보여주기도 했다.

## 선수 경력
- 스포르티보 루케뇨 - 파라과이
- 산 로렌소 - 아르헨티나
- 벨레스 사르스필드 - 아르헨티나
- 스트라스부르 - 프랑스

## 경력
- 1991년 코파 아메리카 국가대표
- 1993년 코파 아메리카 국가대표
- 1997년 코파 아메리카 국가대표
- 1998년 FIFA 월드컵 국가대표
- 2002년 FIFA 월드컵 국가대표